# Mount Crow
Mount Crow är ett berg i Antarktis. Det ligger i Västantarktis. Inget land gör anspråk på området. Toppen på Mount Crow är 983 meter över havet, eller 187 meter över den omgivande terrängen. Bredden vid basen är 3,2 km.
Terrängen runt Mount Crow är huvudsakligen kuperad, men åt nordost är den platt. Mount Crow ligger uppe på en höjd som går i öst-västlig riktning. Trakten är obefolkad. Det finns inga samhällen i närheten.